# Горсько-Сливово
Го́рсько-Сли́вово (болг. Горско Сливово) — село в Ловецькій області Болгарії. Входить до складу общини Летниця.

## Населення
За даними перепису населення 2011 року у селі проживали 594 особи.
Національний склад населення села:
| Національність   | Кількість осіб | Відсоток |
| ---------------- | -------------- | -------- |
| турки            | 313            | 53,3%    |
| болгари          | 268            | 45,7%    |
| цигани           | 0              | 0%       |
| Всього відповіли | 587            |          |

Розподіл населення за віком у 2011 році:
Динаміка населення: